# Vireó de front castany
La vireó de front castany (Pteruthius aenobarbus) és un ocell de la família dels vireònids (Vireonidae).

## Hàbitat i distribució
Habita boscos a les muntanyes de Java.

## Taxonoomia
Recentment Pteruthius aenobarbus (sensu lato) ha estat separada en dues espècies, arran els treballs de Rheindt et Eaton (2009).: Pteruthius aenobarbus (sensu stricto) i Pteruthius intermedius.